# 어정원
어정원(漁禎元, 1999년 7월 8일 ~ )은 대한민국의 축구 선수로 포지션은 오른쪽 풀백, 중앙 미드필더, 오른쪽 윙어이며 현재 K리그1 포항 스틸러스 소속이다.